# 変人のサラダボウル
『変人のサラダボウル』（へんじんのサラダボウル）は、平坂読による日本のライトノベル。イラストはカントクが担当している。ガガガ文庫（小学館）より2021年10月から刊行されている。略称は「変サラ」。
メディアミックスとして、「サンデーうぇぶり」（小学館）にて山田孝太郎によるコミカライズが2022年9月から2024年12月まで連載された。また、2024年4月から6月までテレビアニメが放送された。

## あらすじ
一人でしがない探偵業を営む鏑矢惣助は、年上の弁護士・愛崎ブレンダや、前職の後輩調査員・閨春花たちから密かに想われていたが、不倫調査をするうちに恋愛に幻滅したこともあり、彼女なしの独身生活を続けていた。
ある日惣助は、祖国が滅ぼされて異世界から転移してきた皇女 サラ・ダ・オディンと出会う。成り行きでサラとの同居生活を始めることになるが、サラは瞬く間に現代日本に適応し、さまざまな「魔術」を利用して惣助の探偵業を手伝うようになる。
そんな中、サラを追って異世界から転移してきた護衛騎士 リヴィアは、ホームレスに身をやつしながらもサラとの再会を果たす。その後は、騙されてセクキャバや転売屋などをさせられたり、新興カルト宗教の教祖 皆神望愛に見初められたりと、波乱万丈の生活を送る。
探偵の仕事をこなすうちに、知り合いが増えたサラが学校に興味を覚えたことから、惣助はそんなサラを学校へ通わせようとする。惣助は、岐阜最大手の「草薙探偵事務所」の所長であり実父の草薙勲と和解して、サラを「自分の娘」として戸籍を作り、サラを小学校へ通わせることに成功する。(原作2巻まで)
小学校に入学したサラは、持ち前の器量と才色兼備により「イケメン四天王の男子たち」を篭絡し、反感を買ってイジワルしてきた女生徒の安永弥生たちをも家臣にしたばかりか、学校の全クラスの下級生たちも魅了するなど学校生活を大いに満喫する。
一方のリヴィアは、カルト教団で自身のアクションフィギュアの監修をするという名目で、パチンコや競馬に嵌まるなど「遊び人」のような生活を送る。そんな中、セクキャバで出会った弓指明日美と共にバンド活動を始め、望愛をメンバーに加えて「救世グラスホッパー」を結成。カルト信者たちを動員したこともあって、またたく間にバンドは人気となり全国ツアーを断行して、ついにメジャーデビューが決定する。しかしその矢先に、望愛がインサイダー取引の疑いで逮捕されてしまう。(原作3巻まで。アニメ最終話まで)

## 登場人物

### 主要人物
鏑矢 惣助（かぶらや そうすけ）
声 - 古川慎
29歳。
本作の主人公。岐阜県岐阜市で探偵業を営む男。探偵向きの目立たない容姿でスキルも確かだが、経営は上手くいっていない。かつては大手事務所でエースとして活躍していたが、自分なりの理想の探偵像を追い求めて独立した。普段殴り合いなどはしないが、システマを習得している。サラの記憶魔法を恐れ、成り行きで二人共同生活を送る。
職業柄、夫婦生活の汚れた部分を多く目の当たりにしているため、結婚願望はなく、独身を通している。嘘を見抜くのが得意で、春花やブレンダからの思わせぶりなアプローチに対しても特に引っかからない。
本姓は草薙、草薙勲は実父、偽名として名乗っている「鏑矢」は母方の苗字である。勲とは探偵業の理念では対立しているが、親子関係は険悪ではなく、どちらかと言えば良好であり、父親として自分を大事に思っていることを理解している。サラの戸籍取得の際に勲との関係を修復し、それ以降は勲のことを「所長」ではなく「お父さん」と呼んでいる。
サラ・ダ・オディン
声 - 矢野妃菜喜
13歳。
本作のヒロイン。異世界の皇女で魔術の使い手。一人称は「妾（わらわ）」。
祖国が滅ぼされこの世界に転移してきたところを惣助に拾われる。現代日本に一瞬で対応し、毎日を楽しく生きる。現在は惣助の事務所で共同生活を送っているが、当初は早く出ていくようにと言われていた。その際に、記憶魔法で記憶を消すことが条件だとしたが、これまで記憶魔法を詠唱したことがなく、数年の記憶が飛び廃人になり得る可能性があると語ったことから、そのことを恐れた惣助により事務所で探偵助手として居候することになる。『名探偵コナン』にハマっており、漫画で得た知識は本物だと思い込む節がある。
異世界にいた時から三国志を愛読していて、調査案件で知り合った友奈とは共通の三国志趣味を通じて親友となっている。好きな三国志の人物は諸葛亮。友奈との交流で学校に興味を抱き、学校に入るため惣助の父・勲の協力を経て、戸籍上では惣助の娘・草薙 沙羅（くさなぎ さら）となる。当初は家の近所にある公立沢良中学校に通う予定だったが、実年齢は12歳であることが判ったため、公立沢良小学校の6年2組に通うことになる。在籍は僅か3ヶ月だったが、卒業式では「あのお方」「沙羅様」などと何故か学校中で別格扱いされており、曲も披露した。
リヴィア・ド・ウーディス
声 - M・A・O
20歳。
サラの側近で卓越した武芸を誇る女騎士。一人称は「某（それがし）」。
名門ウーディス家出身。魔術の使い手として能力はサラに遠く及ばないものの、治療魔術などの基本魔術を苦なく使える程度の能力は身に付けている。
銀色の長髪を束ねており、編み込みも垂らしている。右眼が青色で、左眼がエメラルドグリーンのオッドアイ。常人には聞こえない高周波を聞き取ることもできる。巨乳でプロポーション抜群の美女で、サラには密かに『どちゃしこボディ』と言われている。現代では黒のタンクトップと上下が赤のジャージ姿で過ごしていることが多い。
サラに遅れて、大量の返り血を浴びた状態で岐阜市内に転移してきたものの、行き場がなくホームレスに身をやつすことになり、新しい職を何度も繰り返し転々とする。食事に困らないように長良川で鮎を密漁することや、バッタの炒め物や天ぷらを食することを覚える。
ホームレス時代にカルト宗教の教祖の望愛と知り合い、彼女の目の前で治癒魔術を披露したことで救世主として慕われ、居場所を突き止められた以降は望愛の自宅に居候し、それ以降は望愛のヒモとして同居することになる。望愛から貰う軍資金に頼ってばかりではまずいと思い、競馬やパチンコに没頭するも常に赤字で、昼間から岐阜タンメン（作中では岐阜本店）でやけ酒やドカ食いをすることもある。
また、一晩だけ働いたセクキャバ『濃姫』で明日美（＝プリケツ）と知り合う。地元の銭湯で再会して以降は友人同士となり、サウナの入り方を教わる。また、同時にバンドにも誘われる。
趣味として琵琶を嗜んでいて、持ち前の高い楽器演奏の適性と無尽蔵の体力で僅か2週間でギター演奏を修得できたため、明日美と望愛と結成したバンド「救世グラスホッパー」でギターを担当することになる。
頭は決して良い方ではなく、自身とサラを追ってきた追っ手に対し『姫様は某がお守りする』と発言し、先に逃げたのが王国の姫であるサラということを簡単に明かしてしまう。岐阜で惣助の事務所にて雇われの身となっていた時も、「調査対象者の顔を失念する」「調査で目立つ服装を控えるよう言われながら目立つ格好をする」「PCの使い方を把握しなかったため、適当に扱いデータを含めPCを破壊する」などの問題行動をしたため、早々に惣助から解雇を突き付けられる。
実は平行世界における森可成・森蘭丸の子孫。ファミリーネームの「ウーディス」は「森」に由来する。

### 弁護士及び探偵事務所
愛崎 ブレンダ（あいさき ブレンダ）
声 - 沼倉愛美
34歳。
愛崎弁護士事務所の所長で、離婚案件を得意とする弁護士。世間で話題になるような事件の当番弁護士になることもある。高級マンションの一室に事務所を開設している。童顔のため、見た目は幼いが実際には惣助よりも年上。赤髪で、前髪は編んで垂らしており、自身の頭より小さいシルクハットのような帽子を被る。惣助には不倫の身辺調査を依頼するなど付き合いはそれなりに長い。
「離婚を望む程気持ちが離れているのに、無理に夫婦生活を続けても不幸」という持論があり、離婚調停の依頼者の方に非があった場合でも依頼を受ける。事務所の壁に飾っているアレオパゴス会議のフリュネ（の複製絵画）がお気に入りで、描かれている弁護人ヒュペレイデスの「非常識な手段を使ってでも勝ちにいく」という観念には強い共感を持っている。惣助に恩を売って将来飼い馴らすために頻繁に身辺調査を依頼しているが、調査結果については「使える情報が得られれば使い、何も得られなければ然るべき手を考える」ことを基本方針としている。
ただ、惣助を手駒にするのは建前で、実際には彼に恋愛感情を抱いている。惣助がガッキーの結婚で落ち込んでいたときや、惣助がサラと同居していることを知った際はやきもちを妬いていた。また、幼少の頃は友人が1人もいなかったと語っている。惣助を惚れさせようと、普段よりも多い報酬で金持ちとアピールするが、惣助に下品と言われてしまい失敗に終わる。春花には色仕掛けの方法を教わるも、いわゆる「まな板」であったために不可能であることを悟る。春花と肉じゃがや生チョコを試行錯誤しながら大量に作るものの、当の惣助は友奈やサラから自身で消費しきれない程大量に貰っていたために渡す機会を失い、切歯扼腕する。
盾山（たてやま）
声 - 桜木繭子
愛崎弁護士事務所の事務員。女性であるが執事の格好をしている。雇い主のブレンダに対しては「所長」ではなく「お嬢様」と呼んでいる。クールな性格で、他人とは敬語で接している。ブレンダには惣助との恋愛についてのアドバイスを度々行っているが、事務所を臨時休業し、赤字を出してまで惣助のためにチョコ作りに没頭するブレンダと春花には呆れ顔になっていた。
いわゆる「お城女子」で、さらに人間ではなく城を恋愛対象としている。岐阜城は元カレで、現在の彼氏は郡上八幡城である。
閨 春花（ねや はるか）
声 - 真野美月
27歳。
惣助がかつて勤めていた大手探偵事務所「草薙探偵事務所」の後輩調査員。惣助の独立後も彼に仕事を紹介しに来ており、愛崎弁護士事務所には出入りが多い。
探偵調査員であるが、実際に担当しているのは別れさせ工作で、彼女はその工作員の中でもエキスパートである。容姿が優れているだけでなく、日頃から男性に対して思わせぶりな態度をとって演技を磨いているため、誘惑テクニックは非常に巧妙で、女っ気がない真面目なターゲットでも短期間でホテルに誘わせられるほど手際が良い。そのため、同僚に誰とでも寝るビッチと思われているが、寝るのは気が向いたときだけで、実際はターゲットとホテルに入ったあとは「やっぱり不倫はよくない」と説得するか、説得に応じてくれない場合は睡眠薬で眠らせて現場から逃げている。
学生の頃から才色兼備だったため高いプライドを持つが、新入社員時代は自身の美貌のせいで尾行などの一般探偵業務で失敗が重なり、屈辱的な思いをしていた。しかし、先輩兼教育係である惣助が彼女の失敗をフォローしつつ成果を挙げていたため、彼女は惣助に尊敬と嫉妬の念を覚えることになった。別れさせ工作員としての才能が開花したあとは、事務所の稼ぎ頭として群を抜いたが、新たに惣助を魅了する（＝違う探偵スキルで勝つ）ことを最終的に目指すことにしている。自身の女としての魅力を磨くことや、気のある素振りを惣助に対して度々見せていたが、一向に振り向いてくれる様子が無く、むしろ自身がその過程で自覚しないまま惣助に本気で惚れてしまうことになった。
草薙 勲（くさなぎ いさお）
声 - 上田燿司
54歳。
岐阜市で最大手の探偵事務所「草薙探偵事務所」の所長。趣味は酒と女とギャンブル。
金儲けのためなら非合法な仕事も引き受けるという非道徳的な経営方針を実行しているが、極悪人ではない。探偵事務所の経営者としては凄腕で、素性不明のサラの足取りを惣助と初めて出会った日まで完璧に辿れるほどの調査力を保有している。探偵事務所所長でありながらも時には自ら調査員として出向くことがあり、ターゲットの弱みを掴むためセクキャバ『濃姫』の客として潜入したこともある（リヴィアとはその際に面識を持った）。受容力は高く、サラが異世界人であることも普通に受け入れた。
惣助の実父で親バカ、惣助の母とは既に離婚している。探偵事務所の方針で惣助と対立したことで一方的に絶縁されたあとでも気に掛けていた。また惣助に対しては探偵としても岐阜県一だとして信頼している。惣助にサラの戸籍問題を解決してほしいと頼まれた際は、自身を「お父さん」と呼ぶだけという破格の条件で、サラの出生証明書などを偽造してくれる人間を紹介した。サラの戸籍問題が解決して以降は彼女を義理の孫娘として受け入れている。

### ワールズブランチヒルクラン
皆神 望愛（みなかみ のあ）
声 - 藤田茜
22歳。
カルト宗教団体「ワールズブランチヒルクラン」の指導者。本名は木下 望愛（きのした のあ）。
岐阜県を中心に活動している大所帯の宗教法人「金華の枝（きんかのえだ）」の教祖夫妻の次女。幹部になるための教育を幼少期から受け、17歳で「金華の枝」の下部組織の一つである「ワールズブランチヒルクラン」の代表を務めることになる。
クランの信者には傷を癒せる・幸運を齎せる力を持っていると崇められているが、実際は魔法含め一切異能力を使えない一般人である。普段はサブリミナル効果を用いたインチキ手法で勧誘を行っているが、本人のカリスマ性で信者は多く集まり、次第に両親に取って代わって「金華の枝」の教祖になるという野望を持つようになり、資金集めに力を入れることになる。
護符や壺を訪問で売り付ける霊感商法や、クラン独自の通貨システム「ヒルカ」を施行し、効率的に信者から金を搾取していたが、それが原因で家庭崩壊になった誠治に憎まれ、表彰の集会で襲われた。その際、誠治は自ら切腹を行って望愛にその傷を治癒させるように迫り、望愛は大勢の前で奇跡の力を披露させなければいけない窮地に追い込まれたが、集会にいたリヴィアが代わりに治癒魔術で男の傷を治したことで危機から免れる。
それ以降はリヴィアに心酔し救世主と崇めるようになる。野心も捨て、クランの活動方針を変更し、「ヒルカ」を廃止するなど健全化を図るようになる。資金源である訪問商売は継続されたが、商品はリヴィアのフィギュアに改めることになる。フィギュア作成の一環でリヴィアの身体を3Dスキャンするため、草薙探偵事務所に居場所特定を調査依頼し、見つけた後は住居である超高層マンションの一室にリヴィアを住ませ、養うことになる。マインドコントロール用のサブリミナル音源を多数制作していたことから音楽に造詣が深く、ポップ調でキャッチーなボカロ曲だけでなく、激しめのハードロックなど様々なジャンルの作曲がこなせる。明日美がいたバンド「節子それドロップやない」の歌や、明日美自身の作曲についても辛辣ながらも核心をついた批評をしている（ただし明日美の歌唱力には高評価をしている）。一時的ではなくずっとリヴィアと一緒にいるために、共にバンド「救世グラスホッパー」を結成し、作曲兼キーボード担当になる。
メジャーデビュー間近だったが、その矢先にひるがの電機の未公開株を巡るインサイダー取引が発覚し、逮捕される。逮捕後には、当番弁護士のブレンダに無罪判決が出されるよう懇願した。
内山 誠治（うちやま せいじ）
声 - 伊藤たくも
年齢不詳。
「ワールドブランチヒルクラン」に多額の「ヒルカ」を奉納した若者。しかし自分の姉がかつて同様の奉納をする際、実家のお金にまで手を付けたせいで家庭は崩壊。自身も高校中退を余儀なくされ、望愛に対し『金儲けに走るペテン師』と恨みナイフを突き付け脅す。その際、『自分に力があるなら証明しろ』と自ら腹を刺し致命傷を負う。ただ、何の力を持たぬ望愛はどうすることも出来ず、最終的にリヴィアの治癒で一命を取り止めた。その後は本当の奇跡を経験したことで、クランの信仰深い信者になった。
斉藤（さいとう）
声 - 浦尾岳大
「ワールドブランチヒルクラン」の信仰深い信者。バスケットボールでプロを目指していたが、ケガで断念する。布教活動中に出会ったリヴィアを本部に勧誘し、バスケットボールでは抜群の運動能力を見せ付けられる。リヴィアの誠治に対する奇跡（魔術）を目撃し、救世主と崇め逃走を阻止しようとするも、失敗した。
青木（あおき）
声 - 舞原由佳
「ワールドブランチヒルクラン」の信仰深い信者。斉藤と共にリヴィアを本部に勧誘した。

### 公立沢良小学校
安永 弥生（やすなが やよい）
声 - 大久保瑠美
サラのクラスメイトで、6年2組の生徒会長。クラスの「イケメン四天王の男子たち」をあっという間に篭絡したことが気に入らず、安っぽい芝居でグラウンドの倉庫に鍵（漫画版は南京錠）を掛けて閉じ込めたが、魔術で簡単に開けられてしまう。さらにはイタズラ（イジメ）目的と見抜かれ、自身の行いが非建設的であることを思い知らされる。そして、自らをサラの友達ではなく容子や静香と共に家臣（犬）になることを決めた。
クリスマスパーティーではサラに大量のご馳走を振る舞い、バレンタインデーには大量のチョコを献上することに決めた。
近田 容子（ちかだ ようこ）
声 - 月城美菜
弥生と仲良しで、セピア色のツインテールが特徴。父が母を「ビッチ」として扱っている模様。
津山 静香（つやま しずか）
声 - 安井咲希
弥生と仲良しで、茶色のロングヘアーが特徴。サラを倉庫に閉じ込める際、安っぽい腹痛の芝居をした。
奥村 英斗（おくむら ひでと）
声 - 国繁アキラ
サラのクラスメイトで、イケメン四天王の一角。算数が得意だが、自己評価が低い。サラへのクリスマスのプレゼントにブドウ糖を用意した。
宮崎 虎太朗（みやざき こたろう）
声 - 門田紗季
イケメン四天王の一角。定規バトルに強いが、サラには全く歯が立たなかった。クリスマスのプレゼントにプロテインを用意した。
今田 秀愛（こんた ひでよし）
声 - 葉月さき
イケメン四天王の一角で、帰国子女。英語が得意だが、作中ではその割に「ペラペラ」ばかり発する。
飯野 真大（いいの まひろ）
声 - 荒川れもん
イケメン四天王の一角。学校には給食を食べに来ているだけのようである。クリスマスのプレゼントにチキンを用意した。
水沢 夢（みずさわ ゆめ）
声 - 上坂すみれ
サラより低学年で、ツインテールが特徴。サラの一人称である「妾（わらわ）」が変な喋り方だと疑問に思うが、方言と思い込み、口癖になってしまう。また、異世界から来たことを打ち明けられるが、低学年のためか理解しきれなかった様子である。
名前の由来は『俺、ツインテールになります。』の著者・水沢夢で、同氏がXで用いるアイコンと同じデザインのストラップをランドセルに付けている。また、担当声優の上坂すみれは、『俺、ツインテールになります。』にて、主人公・観束 総二（みつか そうじ）の変身後の姿である、テイルレッドを演じている。
山下 航（やました わたる）
声 - 津々木智誕
6年2組の担任。サラの経歴が秘匿扱いにされていることが気になっており、異世界から来た可能性を予想した。

### 中学校
永縄 友奈（ながなわ ゆな）
声 - 高田憂希
13歳。
中学2年生の少女。父親は中学に入ってすぐ事故で亡くなっているため、現在は母親・真美との母子家庭である。
他界した父親の影響で、三国志をこよなく愛している。好きな三国志の人物は董卓の孫娘董白で、董白を主人公にしたライトノベル『魔王令嬢から始める三国志～董白伝～』も愛読している。
学校で同級生の女子から執拗なイジメを受けているが、イジメの主犯格・青木の母親が真美の勤めている会社の社長夫人かつ恩人であるため、告白することができず我慢していた。惣助とサラが介入したことで立ち向かうことを決意する。
サラとはイジメ調査と三国志を通じて仲良くなり、一緒に自宅で映画を観たりと良好な友人関係を築いている。イジメ問題は解決したが、学校で噂が大袈裟に伝わってしまったことで居づらくなったため、サラが学校に通うことを聞いた際に、同じ中学校に転校することを決める。その後無事転校はできたが、サラの実年齢が12歳だったことが判明したため、一緒に通学することは叶わなかった。
転校先でも瑞季がイジメを受けていた現場を偶然にも目撃し、瑞季の合意のもと、惣助たちから教わった証拠集めを実践。惣助たちにこのことを伝え、将来的に探偵への夢を抱くようになった。
バレンタインデーでは、瑞季と共にチョコを貰っており、クラスでは人気者になっているようである。
永縄 真美（ながなわ まみ）
声 - 洞内愛
友奈の母親。夫とは事故で死別している。一人娘である友奈を大事にしている。
夫の死後、生活のため働き口を探すことになったが、友奈の同級生・青木の母親の手助けで、青木の父親が経営する会社で就職することができた。娘が受けていると思われるイジメの調査についてと草薙探偵事務所に相談したが、調査費用で折り合いがつけられなかったため、春花の紹介で惣助にイジメの調査と解決を依頼することになった。友奈がイジメについて黙っていたのは自分を慮っていたことを知った際は、気にせず倍返しするように励ました。
漫画版とアニメ版ではキャラクターデザインが大幅に異なる。
青木（あおき）
声 - 三谷綾子
友奈の同級生。父親は岐阜県にある会社の社長。友奈の母・真美が自身の母親の助けで父親の会社の社員になっているため、それを笠に着て友奈をイジメている。
今針山 瑞季（いまはりやま みずき）
声 - 菊池こころ
公立沢良中学校の友奈の同級生。バスケットボールで先輩を差し置いてレギュラーになったことで、先輩である鎌田・瀬戸・野田（声- 三谷綾子・舞原由佳・神戸みら乃）からカツアゲの対象にされるが、友奈に助けられる。

### その他
プリケツ
声 - 大地葉
18歳。
プロのミュージシャンを目指しているフリーター。本名は弓指 明日美（ゆみさし あすみ）。
高校時代の先輩秋山・友近・山崎と結成したバンド「節子それドロップやない」ではボーカルを担当。バンド活動の資金集めのためにセクキャバ『濃姫』（こいひめ）でキャバ嬢として働いていた。リヴィアが入店した際、先輩として指導役を担った。『濃姫』が違法風俗店として摘発された後はカラオケ店員のバイトをすることになる。バンドの人気が出ないことが原因で解散したため、リヴィアと望愛を誘い新しいバンド「救世グラスホッパー」を結成することになる。
なお、プリケツは『濃姫』時代の源氏名であるが、店を離れて以降もリヴィアのみならず望愛からもこの名前で呼ばれ、本名で呼ばれることはない。アニメでは20歳に変更されている。
タケオ
声 - 立花慎之介
岐阜のチンピラ。度々リヴィアにセクキャバなど怪しげな仕事を持ちかける。それらについてリヴィアから咎められようとも、『それを選んだのはリヴィア自身だ』と反省するどころか開き直る。
本名は尾関 正武（おぜき まさたけ）、裏社会のコネのあるヤクザのふりをする公安警察、市内で活動する犯罪組織を捜査し、時には犯罪の共犯者としてメンバーの信頼を得る、調査中に使用された仮名タケオ。
鈴木（すずき）
声 - 鳥海浩輔
36歳。
長良川沿いの河川敷で、かつ金華橋の下で生活するホームレス。謎多き人物だが、リヴィアが異世界から迷い込んだ騎士だと一瞬で見抜いた。口数は少ないものの、路頭に迷っていたリヴィアを迎え入れる面倒見の良い男。
本名は鈴切 章（すずきり あきら）で売れっ子の小説家。10年程前に自身の小説が大ヒットしたことにより巨万の富を築いていたが、その後の煩わしい人間関係に嫌気が差し行方をくらましていたため、GF文庫の編集部員たちが血眼になって探していた。自身はホームレスとして生きていくつもりだったが、リヴィアに諭され小説家として再び復活する道を選んだ。リヴィアを主人公のモデルにした新作『ホームレス女騎士』は前作を超える大ヒットとなった。
前述の小説がヒットし、感謝を伝えようと再び岐阜を訪れリヴィアの前に現れる。その際、リヴィアの依頼を受け望愛とプリケツが揉めていた原因である「救世グラスホッパー」の作詞を担うことになった。
黄 鈴麗（ホァン リンレイ）
声 - 神戸みら乃
中国から留学してきた大学生。カラオケ喫茶『らいてう』のアルバイト店員。
ほぼ毎日店に常駐していて、大学に通っている様子が無いことを惣助に訝しがられている。
吉良 一滋（きら かずしげ）
惣助の探偵事務所兼自宅があるビルの1階にあるカラオケ喫茶『らいてう』のマスター。
老後の趣味として喫茶店を営んでいる。
『濃姫』の店長
声 - 木村隼人
セクキャバ『濃姫』の経営者。見てくれが良く、『社交場での振る舞いは心得ている』という一言で未経験者だったリヴィアを即採用する。しかしリヴィアの入店初日に警察の一斉摘発が入り、違法風俗店と判定され店は閉店に追い込まれる。閉店後の足取りは不明だが、摘発の際に他にも違法と呼べる行為に走っていたことが判明し、ヤクザから追われる身になっているとのこと。

## 制作背景
作者は『妹さえいればいい。』第13巻のあとがきの後ろで、複数の新作候補のアイディアを書いていた。その中で『〆切前には百合が捗る』はGA文庫で執筆が実現したが、もうひとつ有力な候補だった予備校ものは、コロナ禍で予備校事情がだいぶ変わってしまったことや、自分のやりたかった話が今の世情では困難と考え、急遽別案として『変人のサラダボウル』を提出することになった。また、『ヒナまつり』が大好きであったことから、同傾向の作品を自分で書こうと思ったのも大きい理由としている。

## 既刊一覧

### 小説
- 平坂読（著） / カントク（イラスト） 『変人のサラダボウル』 小学館〈ガガガ文庫〉、既刊8巻（2025年4月18日現在）
  1. 2021年10月19日発売[5]、ISBN 978-4-09-453038-4
  2. 2022年2月18日発売[7]、ISBN 978-4-09-453052-0
  3. 2022年6月17日発売[8]、ISBN 978-4-09-453073-5
  4. 2022年12月20日発売[6]、ISBN 978-4-09-453099-5
  5. 2023年7月19日発売[11]、ISBN 978-4-09-453136-7
  6. 2024年2月19日発売[12]、ISBN 978-4-09-453166-4
  7. 2024年7月18日発売[13]、ISBN 978-4-09-453196-1
  8. 2025年4月18日発売[14]、ISBN 978-4-09-453239-5

### 漫画
- 平坂読（原作） / カントク（キャラクター原案） / 山田孝太郎（作画） 『変人のサラダボウル＠comic』 小学館〈少年サンデーコミックス〉、全6巻
  1. 2023年2月10日発売[15]、ISBN 978-4-09-851640-7
  2. 2023年6月12日発売[16]、ISBN 978-4-09-852094-7
  3. 2023年11月10日発売[17]、ISBN 978-4-09-853011-3
  4. 2024年4月12日発売[18]、ISBN 978-4-09-853199-8
  5. 2024年6月11日発売[19]、ISBN 978-4-09-853343-5
  6. 2025年1月10日発売[20]、ISBN 978-4-09-853785-3

## テレビアニメ
2023年7月6日にテレビアニメ化が発表され、2024年4月から6月までTBSテレビほかにて放送された。原作3巻までのアニメ化。

### スタッフ
- 原作 - 平坂読[22]
- キャラクター原案 - カントク[22]
- 監督 - 佐藤まさふみ[22]
- シリーズ構成 - 平坂読[22]、山下憲一[22]
- メインキャラクターデザイン - 福地和浩[22]
- サブキャラクターデザイン - たなべようこ
- プロップデザイン - 宮本武史
- 美術監督 - 越膳滝美[22]
- 美術設定 - 氣賀澤佐知子
- 色彩設計 - 勝田綾太[22]、山本真希[22]
- CG監督 - 沼尻勇人[22]
- 撮影監督 - 坂井慎太郎[22]
- 編集 - 村井秀明[22]
- 音響監督 - 平光琢也[22]
- 音響制作 - 神南スタジオ[22]
- 音楽 - 馬瀬みさき[22]、田中津久美[22]、中村巴奈重[22]
- 音楽制作 - 日音[22]
- 音楽プロデューサー - 水田大介
- プロデューサー - 比嘉麻衣子、福井洋平、南原充宏、大和田智之、中澤展也、池田大介、荒牧大輔、小澤文啓、柴田知宏
- アニメーションプロデューサー - 大金正一
- アニメーション制作 - SynergySP[22]、スタジオコメット[22]
- 製作 - 「変人のサラダボウル」製作委員会

### 主題歌
「ギフにテッド」
和ぬかによるオープニングテーマ。作詞・作曲は和ぬか、編曲は100回嘔吐と和ぬか。
「今晩の喧嘩」
名誉伝説によるエンディングテーマ。作詞・作曲はけっさく。
「レタスとキャベツ」
サラ・ダ・オディン（矢野妃菜喜）による挿入歌。作詞・作曲は和ぬか。
「独断の心」
プリケツ（大地葉）による挿入歌。作詞・作曲は和ぬか。
「スパークライフ」
プリケツ（大地葉）による挿入歌。作詞・作曲は和ぬか。
「なんかフワッとした歌詞の前向きなポップソング」
サラ・ダ・オディン（矢野妃菜喜）による挿入歌。作詞・作曲は和ぬか。

### 各話リスト
| 話数   | サブタイトル                                                             | 脚本     | 絵コンテ     | 演出         | 作画監督                                      | 総作画監督            | 初放送日      |
| ------ | ------------------------------------------------------------------------ | -------- | ------------ | ------------ | --------------------------------------------- | --------------------- | ------------- |
| 第1話  | 麒麟がくる（異世界から）                                                 | 平坂読   | 佐藤まさふみ | 佐藤まさふみ | 加藤壮 時谷義則 飯田清貴                      | 福地和浩 宮川知子     | 2024年 4月5日 |
| 第2話  | ホームレス女騎士ホームレス女騎士アフターはじめてのおしごと               | 山下憲一 | 高林久弥     | 高林久弥     | 加藤壮 野本正幸 髙野友稀 趙小川 陳玲玲 姜海華 | たなべようこ          | 4月12日       |
| 第3話  | ホームレスのグルメ救世主女騎士                                           | 平坂読   | 葛谷直行     | 松永眞彦     | 高野ゆかり 村田憲泰                           | -                     | 4月19日       |
| 第4話  | 姫とスケボーハロウィン IN 岐阜                                           | 山下憲一 | 渡辺健一郎   | 渡辺健一郎   | 鈴木光 趙小川 陳玲玲 姜海華                   | 宮川知子 たなべようこ | 4月26日       |
| 第5話  | ホームレス女騎士、ととのう姫とカラオケ喫茶ホームレス女騎士、並ぶ         | 平坂読   | 岩崎知子     | 前園文夫     | 中野彰子 稲葉栄                               | -                     | 5月3日        |
| 第6話  | 宗教家ちゃんと救世主ちゃんヒモ女騎士バンドマン女騎士                     | 山下憲一 | のなかかずみ | 前園文夫     | 加藤壮 飯田清貴 時矢義則 WONWOO ANIMATION     | 宮川知子 たなべようこ | 5月10日       |
| 第7話  | 姫とこたつ異世界人の戸籍問題姫と馬                                       | 平坂読   | 葛谷直行     | 宇根信也     | 趙小川 陳玲玲 姜海華                          | -                     | 5月17日       |
| 第8話  | 姫と父親姫と友達宗教家ちゃん、バッタを食べる姫と年齢ぼっち中学生         | 山下憲一 | 鈴木恭兵     | 鈴木恭兵     | 加藤壮 閔賢叔 安孝貞 WONWOO ANIMATION         | -                     | 5月24日       |
| 第9話  | 魔王の末裔、小学デビューする探偵の目覚め                                 | 平坂読   | 高林久弥     | 高林久弥     | 加藤壮 趙小川 陳玲玲 姜海華                   | -                     | 5月31日       |
| 第10話 | 増殖する妾遊び人女騎士女の友情（笑）                                     | 山下憲一 | 渡辺健一郎   | 渡辺健一郎   | 鈴木光 趙小川 陳玲玲 姜海華                   | たなべようこ          | 6月7日        |
| 第11話 | クリスマス IN 岐阜姫と水族館悪女たちの挑戦橋の下の再会                   | 平坂読   | 岩崎知子     | 前園文夫     | 元美那 朴順玉                                 | -                     | 6月14日       |
| 第12話 | バレンタイン IN 岐阜伝説の始まり姫と卒業式伝説の終わり変人のサラダボウル | 平坂読   | のなかかずみ | 佐藤まさふみ | 加藤壮 時矢義則 飯田清貴 鈴木光               | 宮川知子              | 6月21日       |

### 放送局
| 放送期間                | 放送時間                     | 放送局       | 対象地域   | 備考                                 |
| ----------------------- | ---------------------------- | ------------ | ---------- | ------------------------------------ |
| 2024年4月5日 - 6月21日  | 金曜 1:28 - 1:58（木曜深夜） | TBSテレビ    | 関東広域圏 | 製作参加 / 字幕放送                  |
|                         | 金曜 23:00 - 23:30           | BS11         | 日本全域   | 製作参加 / BS放送 / 『ANIME+』枠     |
| 2024年4月6日 - 6月22日  | 土曜 21:00 - 21:30           | AT-X         | 日本全域   | CS放送 / 字幕放送 / リピート放送あり |
| 2024年4月11日 - 6月27日 | 木曜 23:00 - 23:30           | とちぎテレビ | 栃木県     | 栃木県内では実質再放送               |
| 2024年4月19日 - 7月5日  | 金曜 1:36 - 2:08（木曜深夜） | CBCテレビ    | 中京広域圏 | 製作参加 / 字幕放送                  |

| 配信開始日   | 配信時間                     | 配信サイト                                                                                                  | 備考                     |
| ------------ | ---------------------------- | --- | ------------------------ |
| 2024年4月5日 | 金曜 2:00（木曜深夜） 更新   | Lemino アニメタイムズ                                                                                       |                          |
| 2024年4月8日 | 月曜 2:00（日曜深夜） 更新   | U-NEXT ABEMAプレミアム Amazon Prime Video dアニメストア DMM TV FOD Hulu アニメ放題 バンダイチャンネル       | 見放題配信               |
|              |                              | Amazon Prime Video Google TV music.jp カンテレドーガ ニコニコチャンネル バンダイチャンネル ビデオマーケット | 都度課金配信             |
|              |                              | ニコニコチャンネル                                                                                          | 最新話期間限定無料配信   |
|              | 月曜 10:00 更新              | VIDEX | 都度課金配信             |
|              | 月曜 12:00 更新              | ふらっと動画                                                                                                | 見放題配信               |
|              |                              | HAPPY!動画                                                                                                  | 都度課金配信             |
|              | 月曜 22:00 更新              | ABEMA | 最新話期間限定無料配信   |
| 2024年4月9日 | 火曜 0:00（月曜深夜） 更新   | J:COM STREAM milplus TELASA （本店・ auスマートパスプレミアム ）                                            | 見放題配信・都度課金配信 |
|              | 火曜 1:00 - 1:30（月曜深夜） | ニコニコ生放送                                                                                              |                          |
| （不明）     | （不明）                     | ムービーフルPlus                                                                                            | 都度課金配信             |

### BD
| 巻 | 発売日        | 収録話         | 規格品番  |
| -- | ------------- | -------------- | --------- |
| 上 | 2024年8月21日 | 第1話 - 第6話  | HPXR-2549 |
| 下 | 2024年9月25日 | 第6話 - 第12話 | HPXR-2550 |

| TBSテレビ 金曜 1:28 - 1:58（木曜深夜） | TBSテレビ 金曜 1:28 - 1:58（木曜深夜）        | TBSテレビ 金曜 1:28 - 1:58（木曜深夜）                                                            |
| 前番組                                 | 番組名                                        | 次番組                                                                                            |
| -------------------------------------- | --------------------------------------------- | ------------------------------------------------------------------------------------------------- |
| 魔女と野獣 （2024年1月12日 - 4月5日）  | 変人のサラダボウル （2024年4月5日 - 6月21日） | 七つの大罪 黙示録の四騎士（第1期・第2クール） （2024年7月5日 - 9月20日） - ※再放送 - ※1:29 - 1:59 |